# Dubovany
Dubovany este o comună slovacă, aflată în districtul Piešťany din regiunea Trnava. Localitatea se află la altitudinea de 158 m deasupra n.m., se întinde pe o suprafață de 11,34 km2 și în 2017 număra 1.013 locuitori.

## Istoric
Localitatea Dubovany este atestată documentar din 1113.

## Demografie
| An:                | 1994 | 2004   | 2014   | 2024    |
| ------------------ | ---- | ------ | ------ | ------- |
| Număr de persoane: | 871  | 935    | 1004   | 1107    |
| Diferență:         |      | +7,34% | +7,37% | +10,25% |

| An:                | 2023 | 2024   |
| ------------------ | ---- | ------ |
| Număr de persoane: | 1088 | 1107   |
| Diferență:         |      | +1,74% |